# Oxalis dentata
Oxalis dentata är en harsyreväxtart som beskrevs av Nikolaus Joseph von Jacquin. Oxalis dentata ingår i släktet oxalisar, och familjen harsyreväxter. Inga underarter finns listade i Catalogue of Life.